# Municipio de Ixtaczoquitlán
El municipio de Ixtaczoquitlán (náhuatl: Lugar de lodo blanco) es uno de los 212 municipios del estado mexicano de Veracruz, es el principal municipio vecino de Orizaba. Su cabecera es la localidad de Ixtaczoquitlán.
Se encuentra ubicado en la zona centro del estado. Limita al norte con Atzacán y Fortín; al este con Córdoba, Coetzala, Fortín, Naranjal; al sur con Omealca, Magdalena, Tequila y San Andrés Tenejapan y al oeste con Rafael Delgado, Orizaba y Mariano Escobedo. Su distancia aproximada al sur de la capital del estado por carretera es de 180 kilómetros.

## Historia
Ixtaczoquitlán fue una de las primeras ciudades fundadas por los Mexicas antes de la creación de la ciudad de México-Tenochtitlán, se asentaron en el antiguo sitio llamado cerro de Tecuanipa o Tzoncalicatl (hoy Zongolica). De los cuales una de sus parejas emigra al norte y funda Zoquitlán, que en náhuatl significa Lodazal, como señorío de Itzcouatl, en el año 1300.
Posteriormente estos pobladores amplían sus asentamientos a lo que hoy es Ixtacozoquitlán, Escámela Tierra de Hormigas, y Tuxpango o Tochpantepetl Cerro de las Banderas o Insignias de Conejo, que quiere decir Lugar de Lodo Blanco cuyo significado proviene de la voz náhuatl y de origen totonaca.
El primer asentamiento de Ixtaczoquitlán, fue Zoquitlán Viejo, pero los primeros pobladores se mudaron en el siglo XIX por una epidemia de cólera hasta el sitio que actualmente ocupa.
Todo empezó el 12 de mayo de 1780 en que se libró un decreto para que se entregaran documentos que certificaran la posesión de un sitio de ganado menor en el cerro de Capoluca entregado por el Virrey de Don Luis Velasco a sus antepasados en 1578 para que la justicia del partido de Orizaba investigara y certificara la existencia de tales documentos.
El 17 de diciembre de 1883 declaran a Escamela como cabecera municipal, en 1885 al pueblo de Ixtaczoquitlan, en 1925 al pueblo del Sumidero, y el 30 de junio de 1926 declaran oficialmente cabecera municipal al pueblo de Ixtaczoquitlán.
El municipio de Ixtaczoquitlán fue escenario de la batalla de Escamela, llevada a cabo el 28 de mayo de 1812 en la localidad de Escamela. En la acción militar, el general José María Morelos y Pavón se enfrentó a las fuerzas realistas como parte de una estrategia previa a la toma de la ciudad de Orizaba, Veracruz.
Este municipio es uno de los 3 posibles epicentros del terremoto de 1973, dejando daños grandes en viviendas, daños en lugares importantes como la destrucción de la iglesia Emperatriz de América de la localidad de Escamela y derrumbes de la Iglesia ¨Nuestra Señora¨ de la localidad y cabecera municipal Ixtaczoquitlan, también dejó 100 muertos en el municipio.
El 25 de febrero de 2011, la gente de Ixtaczoquitlán fue remecida por un sismo de 6 grados en la escala de Richter, dejando daños en 2 escuelas del municipio, las cuales fueron demolidas por el presidente para dar la orden de construir 2 escuelas nuevas y resistentes a temblores, ya que estas 2 escuelas eran antiguas, sin embargo, no hay víctimas que lamentar.
Casi 2 meses después de ese sismo, el 7 de abril del mismo año, fue remecido por un sismo de casi 7 grados Richter, salvándose el municipio de nuevo de una gran catástrofe como la que vivió el 28 de agosto de 1973 siendo remecida por el sismo más fuerte que haya golpeado a México según el sismógrafo de Veracruz.
| Año  | Acontecimiento |  |
| ---- | --- |  |
| 1300 | Es fundada en los tiempos de los Azteca con el nombre de Zoquitlán. |  |
| 1771 | Construcción de la parroquia Santa María Zoquitlán. |  |
| 1812 | El general José María Morelos libra una batalla contra las fuerzas realistas. |  |
| 1823 | Expedición del Decreto que establece la inscripción del nombre de José María Morelos en el Salón de Sesiones de la H. Cámara de Diputados. |  |
| 1831 | El pueblo de Santa María Zoquitlán formaba una municipalidad. |  |
| 1864 | Un terremoto de 7,3 grados se localizó en Ciudad Mendoza, dejando muertos y daños graves en el municipio. |  |
| 1870 | Se establece la cabecera municipal en Ixtaczoquitlán. |  |
| 1883 | Se declara a la congregación de Escámela, cabecera municipal. |  |
| 1885 | El pueblo de Ixtaczoquitlán, es declarado cabecera municipal. |  |
| 1918 | Inicio de sindicalismo, siendo secretario general Gustavo López por la C.R.O.M. |  |
| 1925 | Se establece la cabecera municipal, en el pueblo El Sumidero. |  |
| 1926 | Ixtaczoquitlán es cabecera municipal en forma definitiva. |  |
| 1937 | Un terremoto de 7,7 grados richter con epicentro en Nogales se sintió en el municipio, dejando muertos y daños. |  |
| 1968 | Se destruye el Arco de Escamela debido a la construcción de una de las plantas de la kimberly-clark. |  |
| 1973 | El municipio es considerado uno de los 3 posibles epicentro de un gran terremoto de 8.7 grados que sacudió el centro de Veracruz, afectando la zona centro de Veracruz y dejándolo con cicatrices imborrables. |  |
| 2007 | El Huracán Dean entra a Veracruz y deja sin luz a habitantes de la localidad de Escamela, entre otros daños en viviendas como en Ixtaczoquitlán, Guayabal, Cuautlapan entre otros poblados. |  |
| 2008 | Se inauguran los terceros Arcos de Escamela por el presidente Nelson Votte Ramos y siendo madrina la señora María de la Cruz Hernández Ceja. |  |
| 2011 | Fue sacudido el municipio por 2 fuertes terremotos, el primero que se sintió el 25 de febrero de 6 grados dejó daños en 2 escuelas antiguas, una casa y un local en la localidad de Escamela, y el segundo de 6.7 a 7.0 grados que se registró el 7 de abril. El sismo solo dejó daños en escasas bardas, a pesar de ser más fuerte y tampoco hubo daños graves como en el anterior. |  |
| 2012 | El 20 de marzo se registra un fuerte temblor de entre 7.9 y 8.0 grados en la escala Richter con epicentro en San Juan Cacahuatepec, Oaxaca, siendo el más fuerte registrado en México desde el sismo de Colima de 2003 hasta ahora, dejando 5 escuelas dañadas en el municipio, la más dañada fue la escuela primaria "Antonia G. de Perdomo" con daños de hasta 1 millón de pesos.  |  |
| 2012 | El 9 de agosto, el Huracán Ernesto entra a Veracruz y deja daños muy mínimos en el municipio. El municipio, a pesar de ser muy afectado durante las temporadas de lluvia, no fue tan afectado por el ciclón como lo fue Orizaba, Zongolica entre otros municipios. |  |

### Días conmemorativos
Su población gusta de preservar las tradiciones por lo que sus principales fiestas están dedicadas a Santos como la de la cabecera municipal Ixtaczoquitlán, donde su fiesta la dedican a La Inmaculada Concepción el 8 de diciembre, en Tuxpanguillo a San Sebastián, festividades que convierten en ferias por su colorido y tradición.
| Fecha                   | Festejo                                              | Tipo |
| ----------------------- | ---------------------------------------------------- | --- |
| 8 de diciembre          | Fiesta patronal de la inmaculada Concepción de María | Festejo civil |
| 1 de enero              | Año Nuevo                                            | Festejo civil |
| 6 de enero              | Reyes Magos                                          | Festejo civil |
| 5 de febrero            | Día de la constitución                               | Fiesta nacional |
| Primer viernes de marzo | Xochitlalis. Fiesta de las cuevas                    | Ritual ancestral prehispánico en la localidad de Cuesta del Mexicano |
| 21 de marzo             | natalicio de Benito Juárez                           | Fiesta nacional |
| Abril                   | Metlactón                                            | Recorrido por la antigua ruta en las barrancas de Metlac. Tiene cerca de 100 años de realizarse y suele celebrarse en días conmemorativos a la Naturaleza                               |
| Primera semana de mayo  | Fiesta del aire                                      | Evento Internacional en el cerro de San Juan, Chicahuaxtla o "De las Antenas", donde se dan cita importantes deportistas mexicanos e internacionales para practicar vuelo en Parapente. |
| 12 de mayo              | Batalla de Escamela                                  | Festejo regional |
| 16 de septiembre        | Independencia de México                              | Fiesta nacional |
| 1 de noviembre          | Día de Todos Los Santos                              | Fiesta religiosa |
| 2 de noviembre          | Día de Muertos                                       | Fiesta religiosa |
| 8 de diciembre          | Inmaculada Concepción y Virgen de Juquila            | Fiesta patronal de la cabecera municipal |
| 12 de diciembre         | Virgen de Guadalupe                                  | Fiesta religiosa |
| 25 de diciembre         | Navidad                                              | Festejo civil |
| 31 de diciembre         | fin de año o año viejo                               | Festejo civil |

### Localidades

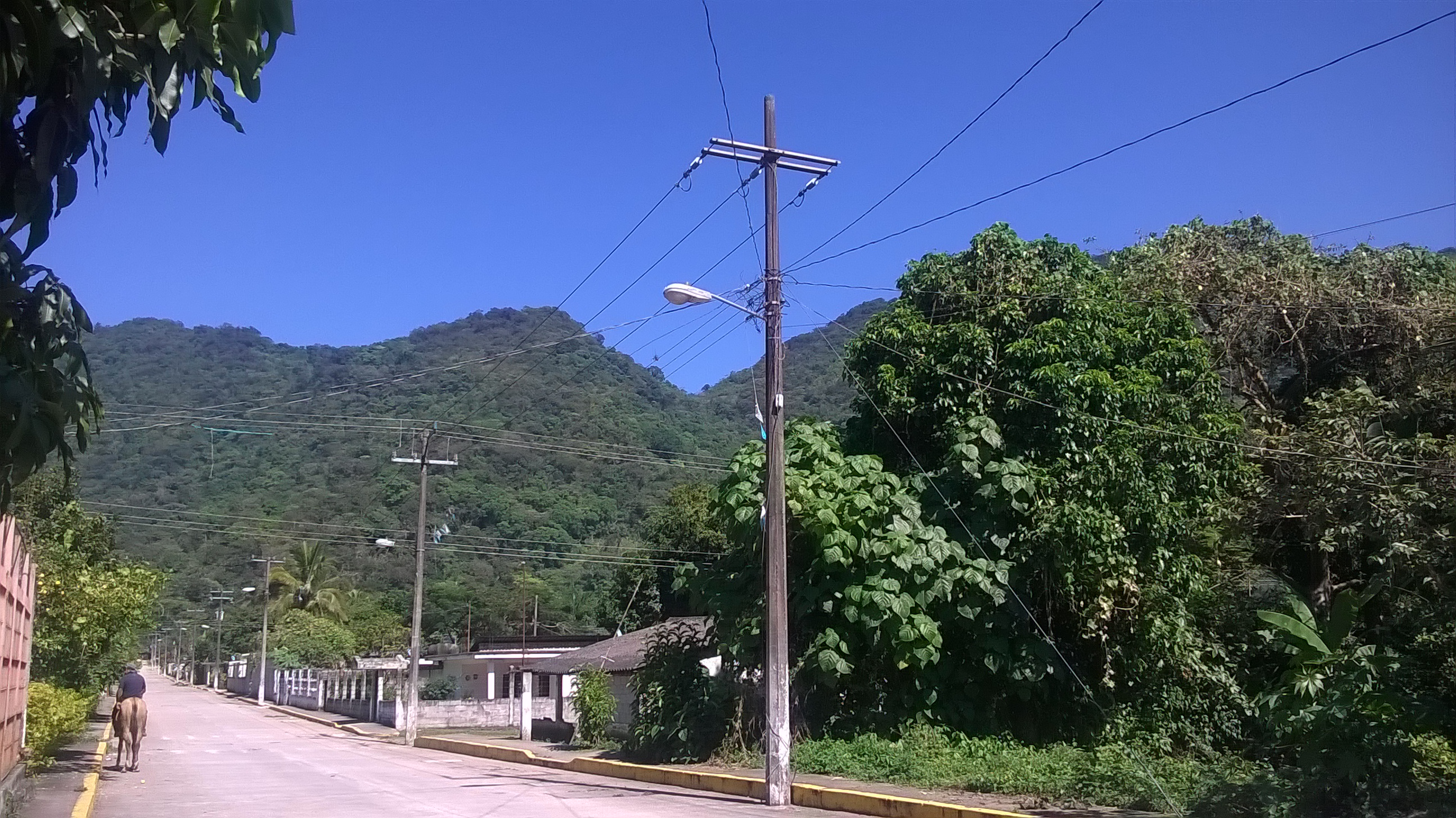
Localidad de Campo Grande

El municipio cuenta con más de 60 localidades dispersas en 16 kilómetros cuadrados, significándose por su tamaño la cabecera municipal Ixtaczoquitlán, Potrerillo, Cuautlapan, Tuxpanguillo, Campo Grande,  Buena vista, Escamela, etc.
- Barranca San Miguel
- Barrio San Isidro
- Buenavista
- Campo Chico
- Campo Grande
- Capoluca
- Casa Blanca
- Chiltepec
- Capoluquilla
- Cruz Verde
- Cuautlapan
- Cuesta del Mexicano
- Cumbre de Metlac
- Cumbres de Tuxpango
- Dos Arroyos
- Ejido Cuautlapan
- Ejido Santa Ana Atzacan
- El Bejucal
- El Corazón (La Planta)
- El Crucero
- El Retiro
- Escamela
- Fernando Gutiérrez Barrios
- Fraccionamiento 19 de octubre
- Fraccionamiento Lomas 1
- Fraccionamiento Valle Alegre
- Fresnal
- Guayabal
- Intermedio Zapoapan
- Ixtaczoquitlán (localidad)
- La Hermosa
- La Joyita (Kilómetro 280)
- Lagunilla
- Las Antenas (La Torre)
- Lezama
- Los Ameyales
- Los Manantiales
- Microondas San Juan
- Moyoapan
- Nahuapan
- Nexca
- Nixtamaloya
- Ojo de Agua Chico (El Tule)
- Paredones
- Potrerillo Pueblo
- Potrerillo I
- Potrerillo II
- Potrerillo III
- Puente Molino
- Puerta Santa Ana
- Rancho Nuevo
- Rancho Viejo
- Rincón de Maravillas
- Rincón de Tecolayo
- Rincón Grande
- Rincón Tuxpanguillo
- Santa Rosa
- Sumidero
- Teopanapa
- Tuxpango (Exhacienda Tuxpango)
- Tuxpanguillo
- Unión y Progreso
- Vista Hermosa
- Zacatla
- Zapoapan
- Zoquitlán Viejo

### Aspectos relevantes
- Su importancia es muy grande dentro del Estado de Veracruz, ya que se encuentran asentadas importantes industrias como Cementera Holcim-Apasco, Papeleras Kimberly Clark y Scribe, Productos Químicos Naturales y otras de menor importancia.

- Es parte del organismo público de la comisión del Papaloapan, con una de las operación de los ingenios en la Cuenca del Papaloapan más importantes de Veracruz.

- El municipio cuenta con muchos templos significativos: Entre ellos Del Rosario de Nuestra Señora en Ixtaczoquitlán, la Iglesia del Carmen, Iglesia de la inmaculada concepción la Iglesia Emperatriz de América.

- En la localidad de Escamela, se encuentra una de las plantas de PEMEX más importantes de Veracruz, como bodega, se guarda gran parte de gasolina, diésel, petróleo, entre otras.

- Tiene uno de los campos de tenis y de albercas más reconocidos de la región la cual es llamada Tennixtac, la cual es muy visitada por los turistas.

## Geografía
Hay muchos atractivos naturales en el municipio de Ixtaczoquitlán, un lugar tranquilo cuando se trata de vivir, un lugar muy alegre hablando de su paisaje ya sea de ranchos, cultivo, cerros, lagos y ríos, tiene gran variedad de animales y una gran variedad de flores y árboles.

### Orografía
Ixtaczoquitlán está rodeado por una zona montañosa, sus cerros son muy significativos en la región, entre ellos el cerro de escamela, que es muy famoso por su avistamiento y por los fósiles que se encuentran en el cerro.

### Clima
Tiene un clima templado y húmedo con temperaturas que oscilan entre los 10 y 18 °C. La humedad se debe principalmente a su cercanía con el río de Escamela.
En los últimos años, tras el calentamiento global se han tenido fuertes lluvias y calores, y se han superado los 40 °C, afectando así a la población. Igualmente se tienen registros de que la precipitación pluvial ha ido cambiando drásticamente, haciéndose más fuerte por la misma razón.

### Fauna
Ixtaczoquitlán cuenta con una gran variedad de fauna, entre la cual se pueden apreciar serpientes de coralillos, escorpiones, chinches, lagartijas (perrillas), tarántulas (viudas negras) así como animales mamíferos: temazate, armadillo, ardillas, oncilla, gato montes, lechuzas, tejón, tuza, tlacuache, y un gran número de aves entre las cuales pueden mencionarse la primavera, colibrí, golondrinas, garzas, palomas, calandrias, pepes (nombre dado por los habitantes de la región), tecolote, tordos etcétera. Entre otros los Reptiles como los caimanes y la rana más pequeña del mundo.

### Flora
Su vegetación es igualmente variada, entre la cual predomina los frutos de cultivo, como el chayote, la naranja, el maíz, la papaya, el café y la mora. Estos cultivos se encuentran principalmente en los ranchos de Escamela.
Tienen lugares de sembreario que hacen enriquecer más a sus cultivos y a su exportación de productos.

## Economía
La economía de Ixtaczoquitlán es la más importantes de Veracruz, ya que goza de tantas empresas, una de ellas la famosa planta de Cementos Apasco y las fábricas de papel Kimberly-Clark y Scribe.
Su población está dedicada primordialmente a las actividades agropecuarias, sembrando preferentemente caña de azúcar, café, chayote, floricultura, muy importante en el municipio ya que representa la mayor riqueza del municipio. Los ranchos son muy importantes para exportaciones; como el rancho de Escamela, en el cual sacan productos importantes como el café y el chayote entre muchos ranchos de Ixtaczoquitlán que se dedican al bovino como los cerdos, vacas, de donde sacan una gran producción de carnes frescas y leche, como también en el cultivo como el chile y los árboles de naranja.
Tanto Ixtac como Orizaba tienen acuerdos económicos, como las plantas de Orizaba que son colocadas en Ixtaczoquitlán dando crecimiento a la economía de ambos municipios.

### Industrias
Ixtaczoquitlán cuenta con un surtido rico en industrias que, con ayuda de su hermana Orizaba, han logrado progresar en el sentido industrial, haciéndolas evolucionar a un nivel que no se imaginaba antes. Las industrias y marcas que existen en el municipio de Ixtaczoquitlán y que aún se trabajan y están en funcionamiento actualmente son las siguientes:
- Kimberly Clark
- Embotelladoras de Pepsi
- Cementos Holcim-Apasco
- Scribe
- Tecnomotum S.A. de C.V. Archivado el 17 de junio de 2015 en Wayback Machine.
- Fábrica Sabritas
- Productos Químicos Naturales (PROQUINA)
- Fábrica Sabritas
- Planta PEMEX refinación
- Talleres y Aceros S.A. de C.V.
- Comisión Federal de Electricidad.
- Zarina Zapatería Industrial de Orizaba.
- Empaques Flexibles.
- Embotelladora el Jarocho.
- FIRIOB.
- Vel-A-Gas.
- Gas Mapache
- Bayer de México S.A. de C.V.
- Gas el Atlántico.
- Cafés Industrializados de Veracruz CAFIVER S.A. de C.V.
- Ingenio el Carmen.
- Impermeabilizante y Pintura del Golfo.
- Madera y Materiales la Hormiga.
- Grupo Modelo S.A. de C.V.
- Depósito MONTOSA

### Educación superior

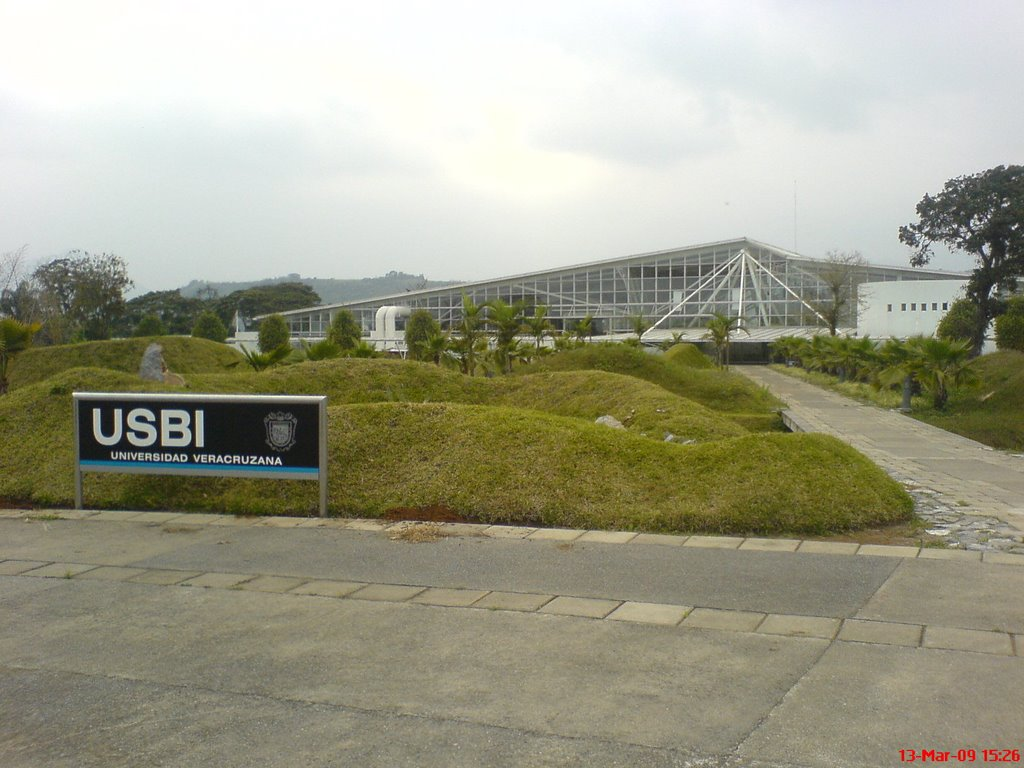
Instalaciones de la Universidad Veracruzana en la localidad de Sumidero

En el municipio se encuentra la Unidad de Servicios Bibliotecarios e Informáticos que junto con algunas facultades de la Universidad Veracruzana forman el campus USBI Ixtac; en ella se pueden encontrar gran variedad de materiales y recursos para estudiantes de todas las facultades. Tiene una superficie de 2,950 m².
La biblioteca tiene alrededor de 31,000 recursos bibliográficos en las que se pueden encontrar contenidos de las siguientes áreas:
- Técnica
- Humanidades
- Ciencias Biológicas
- Ciencias de la Salud
- Económico Administrativas

### Turismo

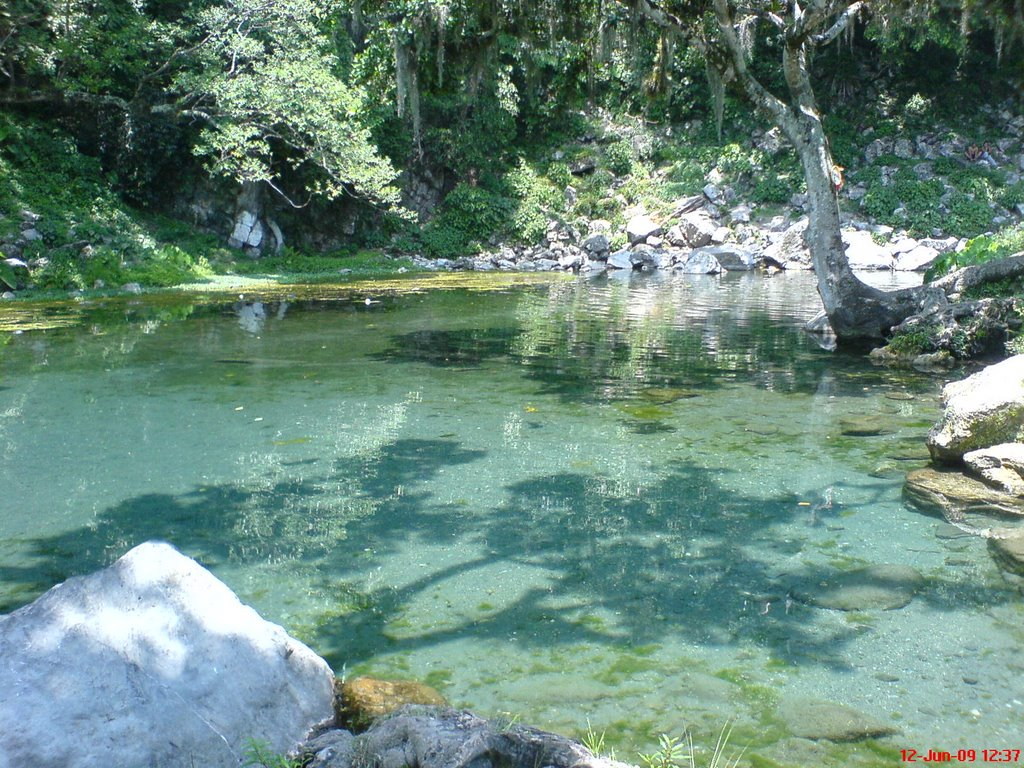
Balneario de los Sifones

Ixtaczoquitlán es uno de los municipios más visitados por los turistas en Veracruz ya que es muy admirable por su gran variedad de flora, una gran vista de la naturaleza, también por sus antiguas construcciones, y por ser un buen lugar para estar en vacaciones.
El municipio de Ixtaczoquitlán cuenta con una serie de centros recreativos donde se recomienda la caminata, ciclismo, deportes extremos como la práctica del rápel o parapente. De igual forma se pueden visitar los hermosos paisajes que la misma naturaleza brinda.
Algunos lugares de interés son:
- Camino de los 500 Escalones
- Grutas de Galicia en Cuesta del mexicano
- Arcos de Escamela
- Malacate de Tuxpango
- Ojo de Agua
- Ruinas de la Primera Iglesia de Zoquitlán viejo
- El Callejón Perdido
- Ruinas del Secadero de Tabaco
- El Rincón del Brujo
- Sifones

Hay muchas iglesias de la religión católica que son muy visitadas en el municipio,  las 4 iglesias más visitadas son las siguientes:
- Iglesia de Nuestra Señora de la Inmaculada Concepción
- Iglesia Emperatriz de América (Escamela)
- Iglesia del Carmen
- Iglesia de San Sebastián Mártir (Cuautlapan)
- Iglesia de San José (Campo Grande)

La mayoría de la artesanía de este pueblo es elaborada con flores de papel, ya que es la mayor mercancía en artes allí. También, entre otras, ollas de barro, platos, vasos y jarras de barro.
En el municipio se encuentra con una Agencia de Viajes y Tour Operadora que tienen recorridos en la zona baja en el Valle de Tuxpango, cuenta con recorridos en la comunidad de Zapoapan: Tour Sendero Chicahuaxtla, Tour Sendero Metlac, Tour del Anturio, Tour Grutas de Galicia y Tour Cascadas de Altepexi. www.tuviajeenunclick.com https://www.facebook.com/tuviajeenunclick

## Gastronomía

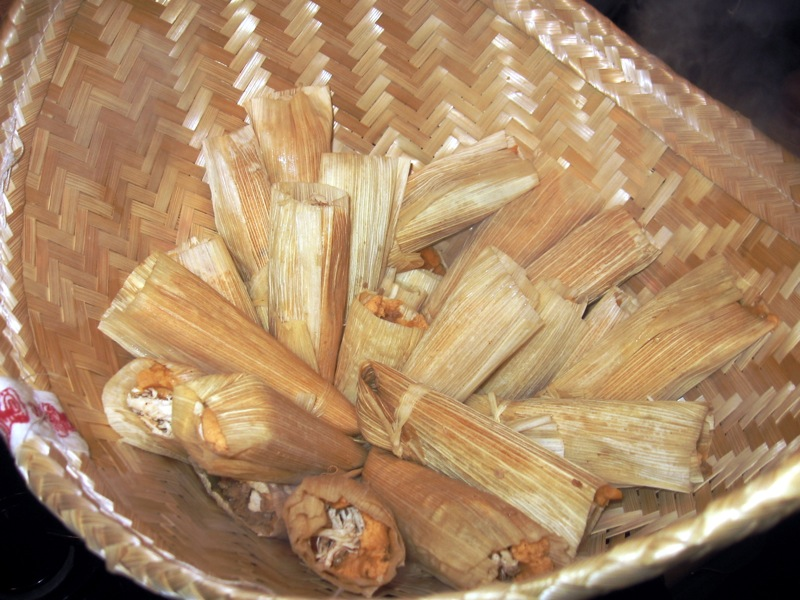
El Tamal es el platillo más consumido en Ixtaczoquitlán.

La gastronomía de Ixtaczoquitlán es variada, hay todo tipo de platillos que se pueden hacer con la carne de pollo, de conejo y otros con las tortillas.
Sus principales platillos son el tamal, el mole y las picaditas. En la dieta diaria se puede agregar los guisos y caldos, ya sea de res o de pollo. Aunque cabe mencionar que otros tipos de carne como la de conejo y guajolote (pavo) que ya se están agregando a la dieta, como parte de una alternativa a los altos precios de la carne primeramente mencionada.
No hay que pasar de largo los insectos comestibles, cocina alternativa típica de la región. Destacan aquí los caracoles de Chayote, que suelen prepararse en salsa. Importantes son también los Chapulines, la Hormiga Chicatana Atta, los gusanos Cuixacuiles o Moyocuiles y demás.
Algo que no se debe de pasar desapercibido es que las amas de casa, aún acostumbran preparar los alimentos en hollas y jarros de barro, ya que le da un sabor distintivo a la comida, especialmente al café y a los frijoles negros.
También se debe mencionar que, así como en el resto del país, las tortillas y el pan son parte fundamental de la dieta de los habitantes de Ixtaczoquitlán.
Hay platillos y demás originarios de Ixtaczoquitlán, estos son:
- Gelatina de Chayote
- Puré de Chayote
- Dulce de Chayote
- Salsa de Chayote

## Religión

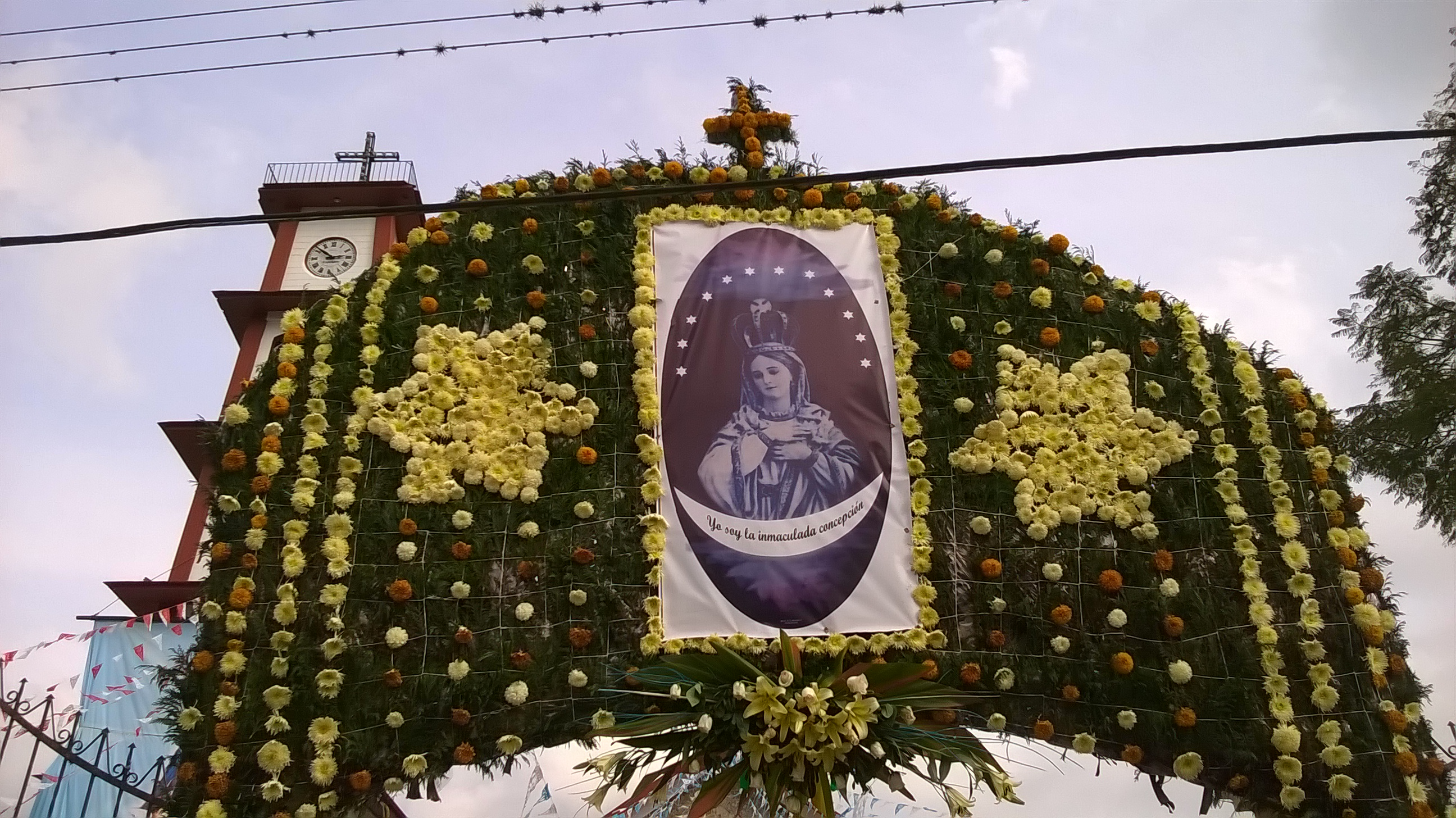
Fiestas patronales de la Inmaculada Concepción

La mayoría de los pobladores del municipio de Ixtaczoquitlán profesan la religión católica. Todas las parroquias del municipio pertenecen al Decanato de Ixtaczoquitlán dentro de la Diócesis de Orizaba. Las iglesias más conocidas y visitadas del municipio son la Iglesia de la Inmaculada Concepción, de la Cabecera Municipal, la iglesia del Carmen de la localidad del Guayabal, la iglesia de San Sebastián de la localidad Tuxpanguillo, la iglesia Emperatriz de América en la localidad de Escamela y la Capillita de la Virgen de Juquila en cuyo sitio se apareció la Virgen, por lo que se puso esta capilla como recuerdo de ese momento en la cabecera de Ixtaczoquitlán en la calle Guillermo Rivas, las cuales tienen un gran significado en el municipio y una gran importancia para los católicos.
La parroquia de Santa María Ixtaczoquitlán fue constituida en el siglo XVII por los evangelizadores franciscanos, siendo apoyados por las manos y el trabajo de los artesanos nativos de este lugar, llamado en voz náhuatl Zoquitlán (cuyo significado es Lodazal). Esta Parroquia dio inicio sus actividades religiosas el 30 de marzo de 1771 con una misa oficiada por el párroco Miguel Víctor Ortiz y Tomasa María.  Se tiene registrado que el primer matrimonio de este municipio fue el del Señor Salvadro, quien era viudo en 4 ocasiones anteriores por lo tanto se consideró que se tomará en cuenta como el quinto matrimonio. Se realizan 32 mayordomías, una de las costumbres más populares en las bodas es  "El baile del Guajolote y la Caña".
Estos son los tipos de religión con el número de población según el municipio:
- católicos 34,877 personas
- protestantes 2,300 personas
- otras 275 personas
- ninguna 346 personas

## Gobierno
El ayuntamiento de Ixtaczoquitlán es encabezado por el presidente municipal que para el cuatrienio 2013-2017 por única ocasión es el C.P. Aquileo Herrera Munguía.

### Escudo Oficial
El escudo de armas de Ixtaczoquitlán enmarca en la parte inferior izquierda, el volcán más alto de nuestro país, el Citlaltépetl (Cerro de la Estrella) o Pico de Orizaba, con 5700 metros sobre el nivel del mar, en una de sus inmediaciones la región agrícola de caña de azúcar.
En el recuadro superior derecho, aparece una fábrica que representa el importante corredor industrial de la región.
En el margen superior izquierdo, una guía de Chayote y en el derecho una rama de café, cultivos representativos. También ostenta la corona mural que representa ciudades o municipios, rematada con la cruz retrinchada, símbolo de la religión.

### Reglamento municipal
- Reglamento de ecología.
- Reglamento de comercio.
- Reglamento de panteones.
- Bando de policía y buen gobierno.

### Cronología de presidentes municipales
| Presidente                        | Periodo | Periodo |
| Presidente                        | Inicio  | Término |
| --------------------------------- | ------- | ------- |
| Tomás Huesca T.                   | 1918    | 1920    |
| Marcelino González de Jesús       | 1920    | 1922    |
| Leonardo Rodríguez Esparza        | 1922    | 1924    |
| Hilario Madrazo (interino 3 días) | 1924    | 1924    |
| Juventino Ruíz                    | 1924    | 1926    |
| Casiano Barrales                  | 1926    | 1929    |
| Felipe Jorge R.                   | 1929    | 1939    |
| Andrés Cerón Muñoz                | 1939    | 1940    |
| Narcizo Luna Martínez             | 1941    | 1942    |
| Isidro Llave Tolizteco            | 1943    | 1946    |
| Felipe Jorge Méndez               | 1946    | 1949    |
| Aarón Juárez Muñoz                | 1950    | 1952    |
| Rosendo Martínez Jiménez          | 1953    | 1955    |
| Julián Olivares Ramírez           | 1956    | 1957    |
| Raúl Rodríguez Cerán              | 1957    | 1958    |
| Francisco Ahumada Chávez          | 1958    | 1961    |
| Porfirio Romero Martínez          | 1961    | 1964    |
| Leandro Casarrubias               | 1964    | 1967    |
| Porfirio Romero Martínez          | 1967    | 1970    |
| Rosendo Tzopitl Ixmatlahua        | 1970    | 1973    |
| Lic. José Romero Vargas           | 1973    | 1976    |
| Dr. Pedro Juárez Marasco          | 1976    | 1977    |
| Lic.Gilberto Rodríguez Valencia   | 1977    | 1979    |
| Lic. Nora G. Trujillo Castro      | 1979    | 1979    |
| Máximo Luna Hernández             | 1982    | 1985    |
| C.P. Aquileo Herrera Munguía      | 1985    | 1988    |
| Lic.Leonardo Rodríguez González   | 1989    | 1991    |
| C.P.Aquileo Herrera Munguía       | 1992    | 1994    |
| Lic.Hermilo Juárez García         | 1995    | 1997    |
| José Antonio Pérez Vian           | 1998    | 2000    |
| Claudio de los Santos Merino      | 2001    | 2004    |
| Ofelia Conche Sarmiento           | 2005    | 2007    |
| Nelson Votte Ramos                | 2008    | 2010    |
| Francisco Amador Damián           | 2011    | 2013    |
| C.P. Aquileo Herrera Munguía      | 2014    | 2017    |